# Carmenta tecta
Carmenta tecta is een vlinder uit de familie wespvlinders (Sesiidae), onderfamilie Sesiinae.
Carmenta tecta is voor het eerst wetenschappelijk beschreven door Edwards in 1882. De soort komt voor in het Nearctisch gebied.